# Jamie O’Neill (Snookerspieler)
Jamie O’Neill (* 19. August 1986 in Wellingborough) ist ein englischer Snookerspieler, der zwischen 2007 und 2023 insgesamt acht Jahre als Profi auf der World Snooker Tour spielte.

## Karriere
Ab den frühen 2000er-Jahren nahm O’Neill an englischen Amateurturnieren und Juniorenturnieren teil. Hatte er bereits bei der Ausgabe 2002 der U19-Europameisterschaft das Viertelfinale erreicht, so siegte er bei der Ausgabe 2003 sogar. In den folgenden Jahren nahm er regelmäßig an internationalen Meisterschaften teil, wobei er unter anderem bei der U19-Europameisterschaft 2005 erneut das Viertelfinale und bei der Amateurweltmeisterschaft 2003 das Achtelfinale erreichte. Auch in England verbuchte er Erfolge, insbesondere als er 2006 die English Open Championship gewann. Ab 2003 nahm er zudem an der Challenge Tour beziehungsweise deren Nachfolger, der Pontin’s International Open Series (PIOS), teil, um sich für die Profitour zu qualifizieren. Nachdem er bereits auf der PIOS 2005/06 gute Ergebnisse erzielt hatte, reichten seine Resultate auf der PIOS 2006/07 aus, um sich auf Rang 6 der Endwertung zu platzieren. Damit sicherte er sich einen Startplatz auf der Profitour.
O’Neill konnte während seiner Debütsaison nicht an seine Ergebnisse auf der PIOS anschließen. Er verlor fast immer früh und kam nicht ein einziges Mal über eine Runde der letzten 64 hinaus. Da er zum Saisonende nur auf Platz 81 der Weltrangliste geführt wurde, verlor er seinen Profistatus wieder. Bereits während seiner Profizeit und auch danach konnte er aber weiterhin gute Ergebnisse bei Amateurturnieren wie der walisischen Turnierserie Pontins Pro-Am und, in begrenzterem Maße, bei der English Open Championship erzielen. Auch auf der PIOS, in die er in der Spielzeit 2008/09 zurückkehrte, erzielte er auf Anhieb wieder gute Ergebnisse. In der Saison 2009/10 reichten seine Resultate wieder für Platz 6 der Endwertung und damit für die erneute Qualifikation für die Profitour. Ab 2010 nahm O’Neill mehrfach am Pink Ribbon teil, einem wichtigen englischen Amateurturnier.
Sein zweiter Ausflug auf die Profitour während der Saison 2010/11 war erneut ernüchternd. Wieder verlor O’Neill bei fast allen Turnieren sehr früh und kam erneut nicht über eine Runde der letzten 64 hinaus. Es half ihm auch nicht, dass es durch die Einführung der Players Tour Championship deutlich mehr Profiturniere gab. Am Saisonende belegte er in der Snookerweltrangliste nur Platz 93, was wie schon drei Jahre zuvor nicht für den Erhalt der Profi-Spielberechtigung ausreichte. Nachdem O’Neill zunächst erfolglos versuchte diese Spielberechtigung über die neue Q School direkt wiederzuerlangen, spielte er in der folgenden Spielzeit wieder als Amateur. Da die Players Tour Championship auch Amateuren die Möglichkeit zur Teilnahme bot, sammelte O’Neill trotz seines Amateurstatus weiter Erfahrung bei Profiturnieren. Obwohl sich Amateure bei PTC-Events vorab qualifizieren mussten, zog er regelmäßig in die Hauptrunde der Events ein. Bei einem PTC-Event erreichte er sogar die Runde der letzten 32, sein bestes Ergebnis bei einem Profiturnier bis dahin.
Schließlich qualifizierte er sich bei der Q School 2012 für zwei neuerliche Profispielzeiten. Neuerdings wurden nämlich die Startberechtigungen neuer Profispieler direkt für zwei Saisons vergeben. Bei seinem dritten Anlauf auf der Profitour konnte man insgesamt eine leichte Verbesserung in seinen Ergebnissen wahrnehmen, es brauchte aber bis zum Beginn der zweiten Spielzeit, bis er bei den Rotterdam Open erneut eine Runde der letzten 32 erreichte. Am Ende der zweiten Saison stand O’Neill bei den China Open sogar erstmals in einem Achtelfinale. Dennoch beendete er die beiden Spielzeiten nur auf Rang 90, womit er seinen Profistatus erneut nicht verteidigen konnte. In den folgenden Jahren nahm O’Neill regelmäßig an der Q School sowie – bis zu deren Einstellung 2016 – an Events der Players Tour Championship teil, ohne erneut einen Profistartplatz zu erreichen. Hauptberuflich arbeitete er in dieser Zeit als Fliesenleger mit einem eigenen Unternehmen im Raum Essex / Hertfordshire. Erst als Verletzungen an beiden Knien ihm die Ausübung seines Berufes erschwerten, konzentrierte er sich wieder mehr auf Snooker. Zwar verpasste er eine Qualifikation über die Q School im ersten Anlauf, seine Ergebnisse reichten aber für eine Teilnahme an der Challenge Tour 2018/19. Trotz recht guter Resultate verpasste er einen der ausgelobten Startplätze für die Profitour.
Daneben nahm er zu dieser Zeit auch rege an englischen Amateurturnieren teil. Hatte er 2018 eine Finalteilnahme bei der English Amateur Championship noch knapp verpasst, so gelang ihm dies im folgenden Jahr. Im Endspiel um die englische Meisterschaft musste er sich aber Brandon Sargeant geschlagen geben. Bereits kurz zuvor war ihm nach fünf Jahren Abwesenheit die Rückkehr auf die Profitour geglückt. Wie schon sieben Jahre zuvor sicherte er sich einen der bei der Q School vergebenen Startplätze. O’Neill musste aber sehr viele frühe Niederlagen hinnehmen. Es war erneut die zweite Spielzeit, in der sich seine Ergebnisse verbesserten. Sowohl bei den Scottish Open 2020 als auch beim German Masters 2021 erreichte er das Achtelfinale, bei der Championship League 2020 sogar die Halbfinal-Gruppenphase. Auch wenn er wieder die direkte Qualifikation über die Weltrangliste verpasste, half ihm diesmal die Ein-Jahres-Rangliste, die aus den Ergebnissen der letzten Saison berechnet wurde. Über diese sicherte er sich eine Startberechtigung für zwei weitere Spielzeiten.
Bereits in der Saison 2020/21 waren persönliche Probleme bei O’Neill offenbar geworden. Er fiel durch ungebührliches Auftreten gegenüber WST- und Hotelangestellten auf, womit er gegen die vertraglichen Verhaltensregeln für Profispieler verstoßen hatte. Er hatte sich nicht an damals wegen der COVID-19-Pandemie geltende Schutzregeln gehalten und ließ zudem zahlreiche unangemessene Internetpostings folgen. Erst nach der Saison kam es zu einer Verhandlung und, da er auf der Tour geblieben war, zu einer Sperre für die beiden ersten Turniere der neuen Saison. Doch bereits bei seinem ersten Auftreten danach, bei der Qualifikation zu den Northern Ireland Open 2022, kam es wieder zu einem Zwischenfall, bei dem er alkoholisiert war. Erneut kam es zu keiner unmittelbaren Untersuchung, er spielte danach aber eine schwache Saison mit lediglich 2 Siegen bei den kleineren Turnieren. Bei der Verhandlung nach der Saison wurde erneut eine Sperre verhängt, so dass er auch in der Saison 2022/23 zwei Turniere verpasste. Danach gelangen ihm nur noch bei den Sonderformaten (Shoot Out/6 Reds) sowie der ersten Runde der WM als einzigem regulärem Turnier Siege. Damit hatte er keine Chance, sich auf der Tour zu halten und er verlor erneut den Profistatus.
Er führte seine Karriere fort und in den beiden folgenden Spielzeiten nahm er wieder an der Q School teil. Er verpasste einmal nur knapp das Entscheidungsspiel. Außerdem wurde er bei mehreren Turnieren der Profitour als Nachrücker eingeladen.

## Erfolge
| Ausgang         | Jahr | Turnier                                              | Finalgegner      | Ergebnis |
| --------------- | ---- | ---------------------------------------------------- | ---------------- | -------- |
| Amateurturniere |      |                                                      |                  |          |
| Sieger          | 2003 | EBSA-U19-Snookereuropameisterschaft                  | Robert Shanks    | 6:3      |
| Sieger          | 2006 | English Open Championship – South                    | Lee Richardson   | 4:1      |
| Sieger          | 2006 | English Open Championship                            | Jeff Cundy       | 8:3      |
| Zweiter         | 2006 | Pontin’s International Open Series 2005/06 – Event 8 | Andrew Higginson | 3:6      |
| Sieger          | 2007 | Pontin’s International Open Series 2006/07 – Event 6 | Ashley Wright    | 6:2      |
| Sieger          | 2012 | Q School – Event 2                                   | Scott Donaldson  | 4:2      |
| Zweiter         | 2018 | English Amateur Championship – South                 | Andrew Norman    | 7:8      |
| Sieger          | 2019 | Q School – Event 1                                   | Lukas Kleckers   | 4:1      |
| Sieger          | 2019 | English Amateur Championship – South                 | Zak Surety       | 8:6      |
| Zweiter         | 2019 | English Amateur Championship                         | Brandon Sargeant | 7:10     |